# Tomasz Budzyński
Tomasz Maciej Budzyński (ur. 2 października 1962 w Tarnobrzegu) – polski wokalista rockowy, malarz i poeta. Członek Akademii Fonograficznej ZPAV.

## Życiorys
Tomasz Maciej Budzyński urodził się w Tarnobrzegu, jednak po kilku latach wraz z rodziną przeprowadził się do Puław, gdzie się wychowywał. Ukończył liceum plastyczne w Nałęczowie. W latach 90. XX w. mieszkał przejściowo w Stanclewie i Warszawie, obecnie mieszka w Poznaniu. Znany jest przede wszystkim jako wokalista zespołów Siekiera, Armia, 2Tm2,3 oraz Budzy i Trupia Czaszka. Nagrał także solowe płyty Taniec szkieletów (2002), Luna (2008) i Osobliwości (2011). Jest kompozytorem muzyki do przedstawienia Iuvenilium Permanens wystawianego na deskach krakowskiego Teatru im. Juliusza Słowackiego. Prowadził program „Radio NRD” w Radiu Józef. Jest żonaty i ma dwoje dzieci. W 2009 r. założył kulturalne stowarzyszenie „Niewidzialna Armia”, którego jest prezesem.
Latem 2010 roku Stowarzyszenie „Niewidzialna Armia” nakręciło film „Podróż na Wschód”, którego Budzyński był współreżyserem. Zagrał w nim rolę Herbaciarza. W tym samym roku napisał książkę autobiograficzną Soul Side Story. Film miał premierę w 2011 r. na festiwalu Nowe Horyzonty. Wersja wydana na DVD jest dystrybuowana jako dodatek do książki wydanej w tym samym roku przez wydawnictwo In Rock.
Tomasz Budzyński, będąc znajomym Andrzeja Stasiuka, został przez niego poznany z Mikołajem Trzaską. Obaj muzycy postanowili podjąć współpracę, a Budzyński zaproponował, żeby była to interpretacja poezji Arthura Rimbauda. Później do Budzyńskiego i Trzaski dołączył Michał Jacaszek. Trio zadebiutowało koncertowo w lipcu 2014 r. – 2 lipca w Centrum Sztuki Współczesnej „Łaźnia”, a 12 lipca w Krakowie w ramach projektu Męskie Granie. Trio przyjęło nazwę Rimbaud, a płytę o tej samej nazwie wydało Gusstaff Records 5 czerwca 2015 r. W 2016 roku w ramach koncertu „Dekonstrukcja Legendy. Prolog Jarocin Festiwal 2016” Budzyński i Jacaszek spotkali się by zaprezentować elektroakustyczne aranżacje utworów z drugiej płyty Armii Legenda. Owocem tego spotkania była nowa wersja kultowego albumu. W tym samym roku ukazała się kolejna książka – tym razem w formie rozmowy przeprowadzonej przez Tomasza Ponikłę, pod tytułem „Miłość”. Traktuje ona m.in. o relacjach międzyludzkich, życiu w małżeństwie czy przemijaniu.   
W 2018 roku ukazała się płyta pt. Stutthof. Apel Cieni. Zawiera ona studyjną wersję programu muzycznego, wykonanego przez Tomasza Budzyńskiego, oraz innych muzyków (m.in. basisty Armii, Dariusza Budkiewicza) 27 października 2018 roku w Muzeum Stutthof w Sztutowie. Stanowi ona hołd złożony ofiarom niemieckiego nazistowskiego obozu koncentracyjnego Stutthof.
Jego solowy album Pod wulkanem został sklasyfikowany na 10. miejscu w plebiscycie magazynu Teraz Rock.
Malarstwo Tomasza Budzyńskiego uznawane jest za osadzone w tradycji. Obrazy wystawiane były na wystawach w różnych galeriach, m.in. w warszawskiej Kordegardzie.
W latach 2016–2024 prowadził audycję „Melodramat – magazyn muzyki nieobecnej” w Radiu Poznań.
Żonaty z Natalią Budzyńską, z którą ma córkę Ninę i syna Stanisława.

## Dyskografia

### Tomasz Budzyński
| 2002                           | Taniec Szkieletów - Data: 28 października 2002 - Wydawca: EMI, Fundacja Godne Życie                                                             | –  |
| 2008                           | Luna - Data: 3 marca 2008 - Wydawca: Innova Concerts                                                                                            | 37 |
| 2011                           | Osobliwości - Data: 24 czerwca 2011 - Wydawca: Isound Labels                                                                                    | 77 |
| 2015                           | Rimbaud - Tomasz Budzyński, Michał Jacaszek, Mikołaj Trzaska - Data: 5 czerwca 2015 - Wydawca: Gusstaff Records                                 | –  |
| 2017                           | Legenda - Tomasz Budzyński, Michał Jacaszek. - Data: 2017 - Wydawca: Narodowe Centrum Kultury                                                   | –  |
| 2018                           | „Stutthof. Apel Cieni” - Tomasz Budzyński, Dariusz Budkiewicz, Michał Jacaszek, Rafał Nowak - Data: 2018 - Wydawca: Muzeum Stutthof w Sztutowie | –  |
| 2022                           | Pod wulkanem - Data: 17 czerwca 2022 - Wydawca: Metal Mind Productions                                                                          | 29 |
| „–” pozycja nie była notowana. | |    |

### Siekiera
| Rok  | Tytuł                                                                                                |
| ---- | --- |
| 1985 | Fala - Data: 1985 - Wydawca: Polton                                                                  |
| 2008 | Na wszystkich frontach świata - Data: 26 stycznia 2008 - Wydawca: Manufaktura Legenda/W Moich Oczach |

### Występy gościnne
| Rok  | Wykonawca/Album                                                                                          |
| ---- | --- |
| 1987 | Izrael – Duchowa rewolucja - Data: 1987 - Wydawca: Arston, Fala, Silverton, W Moich Oczach               |
| 1993 | Apatia – Walka czy apatia - Data: 1993 - Wydawca: Nikt Nic Nie Wie                                       |
| 1996 | Acid Drinkers – The State of Mind Report - Data: 22 kwietnia 1996 - Wydawca: Polton, Warner Music Poland |
| 2003 | Na Górze – Satysfakcja - Data: 2003 - Wydawca: brak (wydanie własne)                                     |
| 2008 | Strachy na Lachy – Zakazane piosenki - Data: 22 września 2008 - Wydawca: S.P. Records                    |

### Kompilacje różnych wykonawców
| Rok  | Tytuł                                                                              |
| ---- | ---------------------------------------------------------------------------------- |
| 2007 | Wśród nocnej ciszy... - Data: 2007 - Wydawca: Caritas Archidiecezji gnieźnieńskiej |
| 2010 | Wawa2010.pl - Data: 27 lipca 2010 - Wydawca: Muzeum Powstania Warszawskiego        |

## Publikacje
- Tomasz Budzyński: Soul Side Story. Poznań: In Rock, październik 2011. ISBN 978-83-60157-64-0. Brak numerów stron w książce
- Tomasz Budzyński, Tomasz Ponikło: Miłość. Kraków: WAM, marzec 2016. ISBN 978-83-277-1069-7. Brak numerów stron w książce

## Literatura przedmiotu
- Marcin Jakimowicz, Dno. Dziennik pisany niemocą, Paganini, 2001, ISBN 83-89049-00-7.
- Marcin Jakimowicz, Radykalni, Księgarnia Św. Jacka, 2002, ISBN 83-7030-216-5.
- Mikołaj Lizut, Punk Rock Later, Wydawnictwo Sic!, 2003, ISBN 83-88807-31-5.

## Filmografia
- Wojna światów – nawrócenie (2005, film dokumentalny, reżyseria: Jacek Ragnis)
- Historia polskiego rocka (2008, film dokumentalny, reżyseria: Leszek Gnoiński, Wojciech Słota)
- Podróż na Wschód (2011, film fabularny, reżyseria: Tomasz Budzyński, Łukasz Jankowski)
- Jarocin. Po co wolność (2016, film dokumentalny, reżyseria: Leszek Gnoiński, Marek Gajczak)[25]

## Odznaczenia
- Brązowy Medal „Zasłużony Kulturze Gloria Artis” (25 maja 2011 r., przez ministra Bogdana Zdrojewskiego)[26]
- Krzyż Kawalerski Orderu Odrodzenia Polski (30 maja 2014 r., postanowieniem prezydenta Bronisława Komorowskiego, za wybitne zasługi w pracy twórczej i działalności artystycznej, za osiągnięcia w promowaniu polskiej kultury)[27][28]